# ヤングエースUP
『ヤングエースUP』（ヤングエースアップ）は、KADOKAWAが運営する無料のウェブコミック配信サイト、Web漫画雑誌。2015年12月22日創刊。『ヤングエース』（同社）の兄弟誌にあたる。略称は「ヤンエーUP」。

## 歴史
2015年12月22日に創刊。同日に『月刊少年エース』（KADOKAWA）、『ヤングエース』、『月刊ガンダムエース』（同社）、『月刊コンプエース』（同社）、『コンプティーク』（同社）のポータルサイト「webエース」が開設されたことにあわせ、創刊された。創刊時の目玉作品として『文豪ストレイドッグスわん!』、『公爵令嬢の嗜み』、『蜘蛛ですが、なにか?』、『五十嵐くんと中原くん』が挙げられていた。
2018年3月までは毎週火曜日・金曜日更新で、2018年4月2日からは毎週月曜日から金曜日まで毎日11時の更新となっている。
小説投稿サイト「小説家になろう」掲載の作品のコミカライズも売りにしており、創刊当初からコミカライズ連載を開始している。
2024年4月時点では、月間37,000,000PVを突破する「無料で読めるオンラインマガジン」と謳っている。

## 連載漫画
- 連載中の作品については太字で表記。
- 作品名の順番に関しては連載開始順に従い、その次に連載開始号の掲載順に従う。
- 読み切り作品、集中連載は除く（ただし移籍作品の場合は加える）。
- 2025年8月7日現在。

|     | 作品名 | 作者（作画）                   | 原作者など                                                               | 開始           | 終了                                          | 注記 |
| --- | --- | ------------------------------ | ------------------------------------------------------------------------ | -------------- | --------------------------------------------- | --- |
| 1   | 文豪ストレイドッグスわん! | かないねこ                     | 朝霧カフカ（原作） 春河35（キャラクター原案）                            | 2015年12月22日 | 連載中                                        | 創刊時連載作品 |
| 2   | いのりちゃんの残業日誌 | 宮場弥二郎                     | ―                                                                        | 2015年12月22日 | 2016年9月27日                                 | 創刊時連載作品 |
| 3   | 公爵令嬢の嗜み | 梅宮スキ                       | 澪亜（原作） 双葉はづき（キャラクター原案）                              | 2015年12月22日 | 連載中                                        | 創刊時連載作品 |
| 4   | 蜘蛛ですが、なにか? | かかし朝浩                     | 馬場翁（原作） 輝竜司（キャラクター原案）                                | 2015年12月22日 | 連載中                                        | 創刊時連載作品 |
| 5   | 五十嵐くんと中原くん | イサム                         | ―                                                                        | 2015年12月22日 | 2021年10月11日                                | 創刊時連載作品 |
| 6   | ギリギリ漫画家夫婦の子育て奮闘記                                                                                             | あかまる                       | ―                                                                        | 2015年12月22日 | 2016年7月8日                                  | 創刊時連載作品 連載後、7月29日・8月5日に特別編掲載                                                                                 |
| 7   | オタク一家の平凡な日常 | しののめしの                   | ―                                                                        | 2015年12月22日 | 2016年10月14日                                | 創刊時連載作品 単行本刊行に際し「すすめ！オタク一家」にタイトル変更                                                                |
| 8   | 吸血バイト霧島くん | 鹿島初                         | ―                                                                        | 2015年12月22日 | 2017年2月10日                                 | 創刊時連載作品 |
| 9   | 女戦士とオークさん | グラタン鳥                     | ―                                                                        | 2015年12月22日 | 2017年10月24日                                | 創刊時連載作品 |
| 10  | ヒメの惰飯 | 二階堂幸                       | ―                                                                        | 2015年12月22日 | 2017年3月28日                                 | 創刊時連載作品 |
| 11  | 野獣先生のメイドさん | くりもとぴんこ                 | ―                                                                        | 2015年12月29日 | 2016年11月15日                                | 創刊時連載作品 |
| 12  | 衛宮さんちの今日のごはん | TAa                            | TYPE-MOON（原作） 只野まこと(料理監修)                                   | 2016年1月26日  | 連載中                                        | |
| 13  | マヌケなFPSプレイヤーが異世界へ落ちた場合                                                                                    | 佐伯淳一                       | 地雷原（原作） UGUME（キャラクター原案）                                 | 2016年2月9日   | 連載中                                        | |
| 14  | 賢者の孫 | 緒方俊輔                       | 吉岡剛（原作） 菊池政治（キャラクター原案）                              | 2016年3月1日   | 連載中                                        | |
| 15  | 我らひとしくソシャゲヒロイン                                                                                                 | じゅうあみ                     | ―                                                                        | 2016年4月5日   | 2016年12月13日                                | 『月刊コンプエース』の連載 「我らひとしくギャルゲヒロイン」スピンオフ                                                              |
| 16  | アクマで居候! | 七丸                           | 成原とんみ（原作）                                                       | 2016年4月15日  | 2017年4月28日                                 | |
| 17  | S渡さんとM村くん+ | 英貴                           | ―                                                                        | 2016年4月22日  | 2016年10月28日                                | |
| 18  | 生まれる性別を間違えた! | 小西真冬                       | ―                                                                        | 2016年4月29日  | 2016年12月30日                                | |
| 19  | 奪う者 奪われる者 | 和武はざの                     | mino（原作） TENGEN（ネーム構成）                                        | 2016年6月7日   | 2018年3月13日                                 | 休載のまま終了 |
| 20  | ゲームやるから100円貸して!                                                                                                   | ナカノ・ザワ                   | ―                                                                        | 2016年6月14日  | 2018年5月7日                                  | |
| 21  | かもめのことはよく知らない                                                                                                   | 中田いくみ                     | ―                                                                        | 2016年7月8日   | 2017年1月13日                                 | |
| 22  | メダカくん、さよなら。 | こうのとり昇                   | ―                                                                        | 2016年7月8日   | 2017年5月12日                                 | |
| 23  | メゾン・ド・パイロット | トリヤス                       | ―                                                                        | 2016年8月5日   | 2018年11月8日                                 | |
| 24  | 角の学園 | 青井みと                       | ―                                                                        | 2016年8月12日  | 2018年1月19日                                 | |
| 25  | ブレイブウィッチーズ 第502部隊発進しますっ!                                                                                  | 藤林真                         | ―                                                                        | 2016年10月18日 | 2017年6月27日                                 | |
| 26  | 服を着るならこんなふうに | 縞野やえ                       | MB（企画協力）                                                           | 2016年12月26日 | 連載中                                        | 『コミックNewtype』から並行移籍連載 12月26日 - 1月9日まで毎日2話更新。                                                             |
| 27  | 横浜駅SF | 新川権兵衛                     | 柞刈湯葉（原作）                                                         | 2016年12月27日 | 2018年11月1日                                 | |
| 28  | ウメハラ FIGHTING GAMERS! | 西出ケンゴロー                 | 友井マキ（原作） 梅原大吾（監修）                                        | 2017年2月21日  | 2018年7月17日                                 | ←『週刊ジョージア』から移籍 |
| 29  | ひぎゃくのノエルちゃん | つくしろ夕莉                   | カナヲ（原作）                                                           | 2017年3月31日  | 2018年8月24日                                 | |
| 30  | 性転換から知る保健体育 〜元男が男女の違いについて語る件〜                                                                    | 小西真冬                       | ―                                                                        | 2017年7月14日  | 2018年1月15日                                 | |
| 31  | ママの推しは教祖様 〜家族が新興宗教にハマってハチャメチャになったお話〜                                                      | しまだ                         | ―                                                                        | 2017年7月21日  | 2018年4月4日                                  | |
| 32  | 黒猫クインキャット | 宮ちひろ                       | ―                                                                        | 2017年8月4日   | 2019年3月4日                                  | |
| 33  | あたしの家庭教師がショタなんだけど                                                                                           | くりもとぴんこ                 | ―                                                                        | 2017年9月1日   | 2018年6月1日                                  | |
| 34  | 異世界建国記 | KOIZUMI                        | 桜木桜（原作） 屡那（キャラクター原案）                                  | 2017年9月19日  | 連載中                                        | |
| 35  | 通常攻撃が全体攻撃で二回攻撃のお母さんは好きですか?                                                                          | 冥茶                           | 井中だちま（原作） 飯田ぽち。（キャラクター原案）                        | 2017年9月26日  | 2021年1月18日                                 | |
| 36  | うぽって SISTERS!! | 天王寺キツネ                   | ―                                                                        | 2017年10月24日 | 2019年12月19日                                | |
| 37  | 回復術士のやり直し | 羽賀ソウケン                   | 月夜涙（原作） しおこんぶ（キャラクター原案）                            | 2017年10月24日 | 連載中                                        | |
| 38  | 異世界おもてなしご飯 | 目玉焼き                       | 忍丸（原作） ゆき哉（キャラクター原案）                                  | 2017年10月31日 | 2019年9月27日                                 | |
| 39  | 文豪ストレイドッグス外伝 綾辻行人 VS. 京極夏彦                                                                               | 泳与                           | 朝霧カフカ（原作） 春河35（キャラクター原案）                            | 2017年12月1日  | 連載中                                        | |
| 40  | ギャル転生 〜異世界生活マジだるい〜                                                                                          | 佐々木マサヒト                 | ―                                                                        | 2017年12月5日  | 2018年11月20日                                | |
| 41  | 腐女子交流記 〜アラサー×JK〜                                                                                                 | しののめしの                   | ―                                                                        | 2017年12月15日 | 2018年9月24日                                 | |
| 42  | パシリな僕と恋する番長さん                                                                                                   | 鹿島初                         | ―                                                                        | 2017年12月19日 | 2021年1月21日                                 | |
| 43  | つくも神ポンポン | 中田いくみ                     | ―                                                                        | 2017年12月29日 | 2019年2月19日                                 | |
| 44  | 私の拳をうけとめて! | murata                         | ―                                                                        | 2018年1月2日   | 2020年10月13日                                | |
| 45  | レバガチャアーカイブ | カネコマサル                   | 鯨武長之介（原作） SNK（協力）                                           | 2018年1月30日  | 2019年11月20日                                | |
| 46  | お兄ちゃんは背が小さい | 冬野ケイ                       | ―                                                                        | 2018年2月9日   | 2019年5月28日                                 | |
| 47  | 平凡なる皇帝 | めぎむら                       | 三国司（原作） やまかわ（キャラクター原案）                              | 2018年2月23日  | 2019年12月27日                                | |
| 48  | 祖母の髪を切った日 | しかばね先生                   | ―                                                                        | 2018年3月6日   | 2018年6月13日                                 | |
| 49  | フェイト／育ステラ | 兔ろうと                       | TYPE-MOON/マーベラス（原作）                                             | 2018年3月6日   | 連載中                                        | 休載中 |
| 50  | 文豪ストレイドッグス DEAD APPLE                                                                                              | 銃爺                           | 文豪ストレイドッグスDA製作委員会（原作）                                 | 2018年3月9日   | 2023年6月29日                                 | |
| 51  | ヘテロゲニア リンギスティコ 〜異種族言語学入門〜                                                                             | 瀬野反人                       | ―                                                                        | 2018年3月9日   | 連載中                                        | |
| 52  | 異世界落語 | ゴツボ×リュウジ                | 朱雀新吾（原作） 深山フギン（キャラクター原案）                          | 2018年3月20日  | 2020年10月13日                                | |
| 53  | フォント男子! | ヴァージニア二等兵             | 株式会社モリサワ（協力）                                                 | 2018年4月10日  | 2020年9月8日                                  | |
| 54  | 高貴に戦え!? せんじゅーし | トリヤス                       | 千銃士運営チーム（監修）                                                 | 2018年4月17日  | 2018年10月2日                                 | |
| 55  | おっさん魔王とニート勇者 | しまだ                         | ―                                                                        | 2018年5月21日  | 2018年9月24日                                 | 『ヤングエース』2018年4月号掲載の読切から連載化                                                                                    |
| 56  | 勇者、辞めます | 風都ノリ                       | クオンタム（原作） 天野英（キャラクター原案）                            | 2018年5月31日  | 2023年6月1日                                  | |
| 57  | 私たちは恋を描けない | あかまる                       | ―                                                                        | 2018年6月15日  | 2019年5月24日                                 | |
| 58  | 酒と涙と男とニャンコ | 小野ユーレイ                   | ―                                                                        | 2018年8月2日   | 2020年3月26日                                 | |
| 59  | 賢者の孫 Extra Story | 清水ケイスケ                   | 吉岡剛（原作） 菊池政治（キャラクター原案）                              | 2018年8月8日   | 2024年4月3日                                  | |
| 60  | ねこ神様はふわふわのお布団がお好き                                                                                           | 神江ちず                       | ―                                                                        | 2018年8月17日  | 2020年2月21日                                 | |
| 61  | 特殊性癖教室へようこそ | 能呂やすとき                   | 中西鼎（原作） 魔太郎（キャラクター原案）                                | 2018年10月24日 | 連載中                                        | |
| 62  | ストライクウィッチーズ 501部隊発進しますっ!続                                                                                | 藤林真                         | 島田フミカネ&Projekt Kagonish（原作）                                    | 2018年12月11日 | 2019年7月23日                                 | |
| 63  | 世界最高の暗殺者、異世界貴族に転生する                                                                                       | 皇ハマオ                       | 月夜涙（原作） れい亜（キャラクター原案）                                | 2019年1月28日  | 連載中                                        | |
| 64  | 狼は眠らない | 新川権兵衛                     | 支援BIS（原作） 田ヶ喜一（キャラクター原案） かかし朝浩（ネーム構成）    | 2019年2月4日   | 2020年9月21日                                 | |
| 65  | Fate/Grand Order -Epic of Remnant- 深海電脳楽土 SE.RA.PH                                                                     | 西出ケンゴロー                 | TYPE-MOON（原作）                                                        | 2019年2月20日  | 2019年12月19日                                | TYPE-MOONコミックエースに移籍 |
| 66  | 賢者の孫SP | 西沢秀二                       | 吉岡剛（原作） 菊池政治・緒方俊輔（キャラクター原案）                    | 2019年6月24日  | 2022年5月2日                                  | |
| 67  | 蜘蛛ですが、なにか? 蜘蛛子四姉妹の日常                                                                                       | グラタン鳥                     | 馬場翁（原作） 輝竜司・かかし朝浩（キャラクター原案）                    | 2019年7月18日  | 2022年12月8日                                 | |
| 68  | 針子の乙女 | 雪村ゆに                       | ゼロキ（原作） 竹岡美穂（キャラクター原案）                              | 2019年7月26日  | 連載中                                        | |
| 69  | 帰ってください! 阿久津さん                                                                                                   | 長岡太一                       | ―                                                                        | 2019年7月29日  | 連載中                                        | |
| 70  | 北条うららの恋愛小説お書きなさい!                                                                                            | ナカノ ザワ                    | ―                                                                        | 2019年8月6日   | 2021年10月6日                                 | |
| 71  | ゼロスキルの料理番 | 十凪高志                       | 延野正行（原作） 三登いつき（キャラクター原案）                          | 2019年8月9日   | 2022年12月16日                                | |
| 72  | 悪役令嬢? いいえ、極悪令嬢ですわ                                                                                             | 斯波浅人                       | 浅名ゆうな（原作） 花ヶ田（キャラクター原案）                            | 2019年8月30日  | 2023年4月21日                                 | |
| 73  | 賢者の孫SS | 石井たくま                     | 吉岡剛（原作） 菊池政治・緒方俊輔（キャラクター原案）                    | 2019年9月19日  | 2021年9月30日                                 | |
| 74  | 村づくりゲームのNPCが生身の人間としか思えない                                                                                | 森田和彦                       | 昼熊（原作） 海鼠（キャラクター原案）                                    | 2019年11月5日  | 2023年3月14日                                 | |
| 75  | 年上エリート女騎士が僕の前でだけ可愛い                                                                                       | 吉野宗助                       | たかた（原作） あるぷ（キャラクター原案）                                | 2019年11月27日 | 連載中                                        | |
| 76  | 服を着るならこんなふうに for ladies’                                                                                         | 縞野やえ                       | MB（企画協力）                                                           | 2019年11月29日 | 2020年4月24日                                 | |
| 77  | 三大陸英雄記 | 神谷ユウ                       | 桜木桜（原作） 柴乃櫂人（キャラクター原案）                              | 2019年12月10日 | 2022年8月2日                                  | |
| 78  | 最強出涸らし皇子の暗躍帝位争い                                                                                               | 天海雪乃                       | タンバ（原作） 夕薙（キャラクター原案）                                  | 2019年12月25日 | 連載中                                        | |
| 79  | 麗子の風儀 悪役令嬢と呼ばれていますが、ただの貧乏娘です                                                                      | otakumi                        | ベキオ（原作） ミト（キャラクター原案）                                  | 2020年1月31日  | 連載中                                        | 作者療養のため長期休載中 |
| 80  | 一億年ボタンを連打した俺は、気付いたら最強になっていた 〜落第剣士の学院無双〜                                                | 士土幽太郎                     | 月島秀一（原作） 神奈月昇（キャラクター原案）                            | 2020年2月25日  | 連載中                                        | |
| 81  | 野球場でいただきます | 出内テツオ                     | ―                                                                        | 2020年5月4日   | 2023年1月16日                                 | |
| 82  | 旅ぎゃる!日本じゅーだんチャリきこー                                                                                          | 川喜田ミツオ                   | ―                                                                        | 2020年5月5日   | 2021年9月14日                                 | |
| 83  | 美木さん、大好きです! | 小畑つねちか                   | ―                                                                        | 2020年5月6日   | 2021年12月22日                                | |
| 84  | 黄昏メアレス -魔法使いと黒猫のウィズ Chronicle-                                                                              | 上下瑞樹                       | コロプラ（原作） 紫藤ケイ（著）                                          | 2020年5月26日  | 2022年5月31日                                 | |
| 85  | 君は死ねない灰かぶりの魔女                                                                                                   | 楓月誠                         | ハイヌミ（原作） 武田ほたる・楓月誠（キャラクター原案）                  | 2020年6月25日  | 2021年7月22日                                 | |
| 86  | 書いて欲しけりゃコレを喰え                                                                                                   | ジェイ・加藤                   | ―                                                                        | 2020年7月7日   | 2021年11月2日                                 | |
| 87  | マジカル★エクスプローラー エロゲの友人キャラに転生したけど、ゲーム知識使って自由に生きる                                     | 緋賀ゆかり                     | 入栖（原作） もきゅ（キャラクター原案）                                  | 2020年8月10日  | 連載中                                        | |
| 88  | 家が燃えて人生どうでも良くなったから、残ったなけなしの金でダークエルフの奴隷を買った。                                       | ユズリハ                       | 陸奥こはる（原作） 花染なぎさ（キャラクター原案） 梅木泰祐（ネーム構成） | 2020年8月21日  | 連載中                                        | |
| 89  | ひぐらしのなく頃に 業 | 赤瀬とまと                     | 竜騎士07/07th Expansion（原作）                                          | 2020年10月2日  | 2021年9月24日                                 | |
| 90  | ねこへん 〜ねこと編集〜 | しまだ                         | ―                                                                        | 2020年10月19日 | 2021年6月14日                                 | |
| 91  | マリー様をわからせたい! | にょろぽら太                   | ―                                                                        | 2020年10月27日 | 2021年9月7日                                  | |
| 92  | 丸の内で就職したら、幽霊物件担当でした。                                                                                     | 佐茂すけ                       | 竹村優希（原作） カズアキ（キャラクター原案）                            | 2020年12月11日 | 2022年4月29日                                 | |
| 93  | オーク英雄物語 忖度列伝 | 柴田燕ウ                       | 理不尽な孫の手（原作） 朝凪（キャラクター原案）                          | 2020年12月17日 | 連載中                                        | |
| 94  | SK∞ エスケーエイト チルアウト!                                                                                               | トリヤス                       | ボンズ・内海紘子（原作）                                                 | 2021年1月11日  | 2021年9月20日                                 | |
| 95  | 回復術士のおもてなし | 長尾件                         | 月夜涙（原作） しおこんぶ・羽賀ソウケン（キャラクター原案）              | 2021年1月18日  | 2022年5月23日                                 | |
| 96  | ストライクウィッチーズ 501部隊発進しますっ! ROAD to BERLIN                                                                   | 藤林真                         | 島田フミカネ&Projekt Kagonish（原作）                                    | 2021年1月20日  | 連載中                                        | |
| 97  | クラス最安値で売られた俺は、実は最強パラメーター                                                                             | カンブリア爆発太郎             | RYOMA（原作） 黒井ススム（キャラクター原案）                             | 2021年4月22日  | 連載中                                        | |
| 98  | 「ロックマンちゃん」＆「ロックマンさん」                                                                                     | 行徒                           | 河田雄志（原作） 株式会社カプコン（監修・協力）                          | 2021年4月28日  | 2024年6月19日（ちゃん） 2024年5月22日（さん） | |
| 99  | 友達いない猫田さんとスイーツ食べたい獄谷くん                                                                                 | 小神トイ                       | ―                                                                        | 2021年4月29日  | 2022年9月15日                                 | |
| 100 | 悪役令嬢は『萌え』を浴びるほど摂取したい!                                                                                    | にーづま。                     | 烏丸紫明（原作） 林マキ（キャラクター原案）                              | 2021年5月21日  | 連載中                                        | |
| 101 | 創造錬金術師は自由を謳歌する 故郷を追放されたら、魔王のお膝元で超絶効果のマジックアイテム作り放題になりました                | 姫乃タカ                       | 千月さかき（原作） かぼちゃ（キャラクター原案）                          | 2021年6月22日  | 連載中                                        | |
| 102 | 魔女と騎士は生きのこる | 新川権兵衛                     | 近本大（原作）                                                           | 2021年6月24日  | 2023年9月14日                                 | |
| 103 | 鹿の王 ユナと約束の旅 | 関口太郎                       | 上橋菜穂子（原作）                                                       | 2021年7月26日  | 2022年3月2日                                  | |
| 104 | お見合いしたくなかったので、無理難題な条件をつけたら同級生が来た件について                                                   | 御幸つぐはる                   | 桜木桜（原作） clear（キャラクター原案）                                 | 2021年8月17日  | 2025年4月15日                                 | |
| 105 | 生き返った冒険者のクエスト攻略生活 自分だけもらえるスキルポイントで他の誰より強くなる                                        | 冥茶                           | 萩鵜アキ（原作） ひづきみや（キャラクター原案）                          | 2021年8月18日  | 連載中                                        | |
| 106 | 光が死んだ夏 | モクモクれん                   | ―                                                                        | 2021年8月31日  | 連載中                                        | |
| 107 | 先輩、美味しいですか? | みかん氏                       | ―                                                                        | 2021年9月8日   | 2023年8月30日                                 | |
| 108 | 転生少女の履歴書 | 藤本れもち                     | 唐澤和希（原作） 桑島黎音（キャラクター原案）                            | 2021年10月1日  | 2023年12月15日                                | |
| 109 | 2.5次元の推しがクラスメイトになりました!?                                                                                    | つくしろ夕莉                   | ―                                                                        | 2021年10月13日 | 2023年3月14日                                 | 読み切りから連載化 |
| 110 | ひぐらしのなく頃に 巡 | 赤瀬とまと                     | 竜騎士07（原作） 赤瀬とまと（ストーリー構成）                            | 2021年10月15日 | 2024年1月26日                                 | |
| 111 | 聖女メリアと千年王国の騎士                                                                                                   | 神江ちず                       | ―                                                                        | 2021年10月22日 | 連載中                                        | |
| 112 | まいまいまいごえん | 鍋谷やかん                     | サンリオ（原作・監修）                                                   | 2021年11月11日 | 2024年11月7日                                 | |
| 113 | 今日のアシュラ飯 | ナカノ                         | 八木羊（原作） 西沢5㍉・あさぎ屋（キャラクター原案）                     | 2021年12月10日 | 2024年1月12日                                 | 原作小説のタイトルは『デブでブタ扱いされてた底辺女が、学校一の不良男子に、メンチを切られたりお弁当を作られたり告白されたりする話』 |
| 114 | 学園の王子とゲーム実況者 | バラ子                         | ―                                                                        | 2021年12月23日 | 連載中                                        | |
| 115 | 有害超獣 | Nykken（作画・ストーリー構成） | Toy(e)（原作）                                                           | 2022年3月28日  | 2024年10月21日                                | |
| 116 | ライバーダイバーラバー | 鹿島初                         | ―                                                                        | 2022年5月30日  | 2024年1月12日                                 | |
| 117 | おにももがたり | 柳明弌                         | ―                                                                        | 2022年6月27日  | 2024年4月22日                                 | |
| 118 | 春あかね高校定時制夜間部 | heisoku                        | ―                                                                        | 2022年6月29日  | 2023年7月5日                                  | |
| 119 | 招かれざる神女 | 有馬ツカサ（漫画）             | 雨咲はな（原作） 憂（キャラクター原案）                                  | 2022年10月6日  | 2024年5月9日                                  | |
| 120 | 彼岸のオルカ | うごんば（漫画）               | STUDIO koemee（原作）                                                    | 2022年11月16日 | 2023年10月4日                                 | |
| 121 | SSSランクダンジョンでナイフ一本手渡され追放された白魔導師 ユグドラシルの呪いにより弱点である魔力不足を克服し世界最強へと至る | 上下瑞樹（漫画）               | カミトイチ（原作） 眠介（キャラクター原案）                              | 2022年12月6日  | 連載中                                        | |
| 122 | 妖花街にて保育士をすることになりまして。                                                                                     | 神谷ユウ（漫画）               | 椿いろは（原作）                                                         | 2023年1月12日  | 2024年1月25日                                 | 諸事情により連載中止 |
| 123 | ガチ恋魔王様 | 森屋はる                       | ―                                                                        | 2023年3月6日   | 連載中                                        | |
| 124 | 薬師と魔王 永遠の眷恋に咲く                                                                                                  | 初瀬白（漫画）                 | 優月アカネ（原作） 白谷ゆう（キャラクター原案）                          | 2023年3月14日  | 2024年4月30日                                 | |
| 125 | あやかし和菓子処かのこ庵 | 夜庭せな（漫画）               | 高橋由太（原作） 前田ミック（キャラクター原案）                          | 2023年3月24日  | 2024年2月2日                                  | |
| 126 | コンビニ強盗から助けた地味店員が、同じクラスのうぶで可愛いギャルだった                                                       | うおぬまゆう（漫画）           | あボーン（原作） なかむら（キャラクター原案）                            | 2023年4月3日   | 2024年9月9日                                  | |
| 127 | ループ中の虐げられ令嬢だった私、今世は最強聖女なうえに溺愛モードみたいです                                                   | 椎名明（漫画）                 | 一分咲（原作） woonak（キャラクター原案）                                | 2023年4月7日   | 2024年7月26日                                 | |
| 128 | 根室くんは顔がいい！ | 佐茂すけ                       | ―                                                                        | 2023年5月4日   | 2025年5月15日                                 | |
| 129 | アリス・ギア・アイギス Expansion Plus                                                                                        | マルヤマ（作画）               | 株式会社ピラミッド（原作） コメヤ（ストーリー） 成子坂製作所（監修）     | 2023年5月30日  | 2025年6月3日                                  | |
| 130 | SAWA-元殺し屋の推し活- | 森屋はる                       | ―                                                                        | 2023年6月22日  | 2025年2月6日                                  | |
| 131 | 首なし精霊様に口づけを | 蓮地                           | ―                                                                        | 2023年7月18日  | 連載中                                        | |
| 132 | 育オジ×ベイビー | ねてる                         | ―                                                                        | 2023年7月25日  | 2024年10月8日                                 | 読み切りから連載化 |
| 133 | スキルが見えた二度目の人生が超余裕、初恋の人と楽しく過ごしています                                                           | ARATA                          | 破滅（原作） TYONE （キャラクター原案）                                  | 2023年8月14日  | 2024年12月9日                                 | |
| 134 | 我演義 〜乱世の主役は我々だ！〜                                                                                              | グラタン鳥                     | ロボロ（監修） オタク女性専門パーソナルジムClara（筋トレ監修＆協力）     | 2023年8月16日  | 2025年3月5日                                  | |
| 135 | GAMERA -Rebirth- コードテルソス                                                                                              | カンブリア爆発太郎             | KADOKAWA（原作） 瀬下寛之（ストーリー原案）                              | 2023年9月8日   | 2024年12月27日                                | |
| 136 | 国王である兄から辺境に追放されたけど平穏に暮らしたい 〜目指せスローライフ〜                                                  | 西沢秀二                       | おとら（原作） 夜ノみつき（キャラクター原案）                            | 2023年9月14日  | 連載中                                        | |
| 137 | 限界オタクが偽装恋人はじめた件                                                                                               | 小神トイ                       | ―                                                                        | 2023年10月30日 | 連載中                                        | |
| 138 | 後宮の花詠み仙女 | 風都ノリ                       | 松藤かるり（原作） 秋鹿ユギリ（キャラクター原案）                        | 2023年11月22日 | 連載中                                        | |
| 139 | 性悪天才幼馴染との勝負に負けて初体験を全部奪われる話                                                                         | コナタエル                     | 犬甘あんず（原作） ねいび（キャラクター原案）                            | 2024年2月22日  | 連載中                                        | |
| 140 | ビブリア古書堂の事件手帖 〜扉子と虚ろな夢〜                                                                                  | 庭春樹                         | 三上延（原作） 越島はぐ（キャラクター原案）                              | 2024年2月23日  | 連載中                                        | |
| 141 | もふもふと楽しむ無人島のんびり開拓ライフ 〜VRMMOでぼっちを満喫するはずが、全プレイヤーに注目されているみたいです〜           | momoru                         | 紀美野ねこ（原作） 福きつね（キャラクター原案）                          | 2024年2月23日  | 連載中                                        | |
| 142 | 最強落第貴族の剣魔極めし暗闘譚                                                                                               | 長澤壱弥                       | タンバ（原作） へりがる（キャラクター原案）                              | 2024年2月23日  | 連載中                                        | |
| 143 | 平民出身の帝国将官、無能な貴族上官を蹂躙して成り上がる                                                                       | オブチシュン                   | 花音小坂（原作） くろぎり（キャラクター原案）                            | 2024年3月28日  | 連載中                                        | |
| 144 | 闇バイト先は異世界でした | オギノユーヘイ                 | メーブ（原作）                                                           | 2024年4月8日   | 2025年3月24日                                 | |
| 145 | 異世界から来た魔族、拾いました。 うっかりもらった莫大な魔力で、ダンジョンのある暮らしを満喫します。                          | ミヤイチ                       | ―                                                                        | 2024年5月23日  | 2025年4月17日                                 | |
| 146 | 勇者パーティーを追放された精霊術士 最強級に覚醒した不遇職、真の仲間と五大ダンジョンを制覇する                                | 五月とに                       | まさキチ（原作） 雨傘ゆん（キャラクター原案）                            | 2024年5月24日  | 連載中                                        | |
| 147 | 捨てられエルフさんは世界で一番強くて可愛い！                                                                                 | ヤマダソーダ                   | 月夜涙（原作） にじまあるく（キャラクター原案）                          | 2024年5月31日  | 連載中                                        | |
| 148 | 伊月くんは正されたい | 鉢田エク                       | ―                                                                        | 2024年8月7日   | 連載中                                        | |
| 149 | 弱点ゼロ吸血鬼の領地改革 | 蓮井きよ                       | 純クロン（原作） だいふく（キャラクター原案）                            | 2024年9月25日  | 2025年7月2日                                  | |
| 150 | どうか君に暴かれたい | 星樹スズカ                     | ―                                                                        | 2024年10月7日  | 連載中                                        | |
| 151 | 真先輩の前ではかっこつけられない！                                                                                           | 藤本れもち                     | ―                                                                        | 2024年10月28日 | 連載中                                        | |
| 152 | お隣のおねぇさんは×××したい                                                                                                  | 照玉ぽてこら                   | ―                                                                        | 2024年11月7日  | 連載中                                        | |
| 153 | はっぴー・どーる・でいず | 梅原うめ                       | ―                                                                        | 2024年11月19日 | 連載中                                        | |
| 154 | 桃草さんがものぐさすぎる!!                                                                                                   | 餡実ツキ                       | ―                                                                        | 2024年11月26日 | 連載中                                        | |
| 155 | WWM -極悪レスラー、ママになる-                                                                                               | 初瀬白（漫画）                 | しまだ（原作）                                                           | 2024年11月29日 | 連載中                                        | |
| 156 | バケモノのきみに告ぐ、 | ととケロ（漫画）               | 柳之助（原作） ゲソきんぐ（キャラクター原案）                            | 2024年12月11日 | 連載中                                        | |
| 157 | はたらけ！ゼウスちゃん!! | 寝野                           | ―                                                                        | 2024年12月26日 | 連載中                                        | |
| 158 | がらくたから | Pikomaro                       | ―                                                                        | 2025年2月3日   | 連載中                                        | |
| 159 | 身代わり花嫁は命を賭して 主君に捧ぐ忍びの花                                                                                  | 蒼いち（漫画）                 | 英志雨（原作） 漣ミサ（キャラクター原案）                                | 2025年2月12日  | 連載中                                        | |
| 160 | 不気味の谷くん | 鹿島初                         | ―                                                                        | 2025年3月5日   | 連載中                                        | |
| 161 | 逃亡賢者（候補）のぶらり旅 〜召喚されましたが、逃げ出して安寧の地探しを楽しみます〜                                          | 静波セイハ（漫画）             | BPUG（原作） 村カルキ（キャラクター原案）                                | 2025年5月2日   | 連載中                                        | 2025年2月7日から試し読みとして公開                                                                                                 |
| 162 | 六法推理 | 如月香花（漫画）               | 五十嵐律人（原作）                                                       | 2025年5月15日  | 連載中                                        | |
| 163 | 後宮冥府の料理人 | 椎名明（漫画）                 | 土屋浩（原作） さんど（原作イラスト）                                    | 2025年6月3日   | 連載中                                        | |
| 164 | あきらめ令嬢は恋心なんていらない。〜裏切られたはずなのに、婚約者からの溺愛が止まりません！〜                                 | mako（漫画）                   | 花煉（原作）                                                             | 2025年8月7日   | 連載中                                        | |

## 映像化作品
コミカライズを除くオリジナル作品に限る。

### アニメ化
| 作品                       | 放送年 | アニメーション制作 | 備考 |
| -------------------------- | ------ | ------------------ | ---- |
| 文豪ストレイドッグスわん！ | 2021年 | ボンズ ノーマッド  |      |
| 光が死んだ夏               | 2025年 | CygamesPictures    |      |

| 作品                     | 配信年 | アニメーション制作 | 備考 |
| ------------------------ | ------ | ------------------ | ---- |
| 衛宮さんちの今日のごはん | 2018年 | ufotable           |      |